# نيكولاس جاكسون
نيكولاس جاكسون هو لاعب كرة قدم سنغالي ولد بتاريخ 20 يونيو 2001 في دكار يلعب حاليا مع نادي تشيلسي ولعب سابقاً مع نادي فياريال.

## وصلات خارجية
نيكولاس جاكسون على موقع الاتحاد الأوربي (الإنجليزية)
- نيكولاس جاكسون على موقع قاعدة بيانات كرة القدم.إي يو (الإنجليزية)
- نيكولاس جاكسون على موقع ليكيب (الفرنسية)
- نيكولاس جاكسون على موقع ناشيونال فوتبول تيمز (الإنجليزية)
- نيكولاس جاكسون على موقع Soccerbase.com (لاعب) (الإنجليزية)
- نيكولاس جاكسون على موقع Soccerway.com (الإنجليزية)
- نيكولاس جاكسون على موقع عالم كرة القدم.نت (الإنجليزية)